# 戈特弗里德·馮·霍恩洛厄

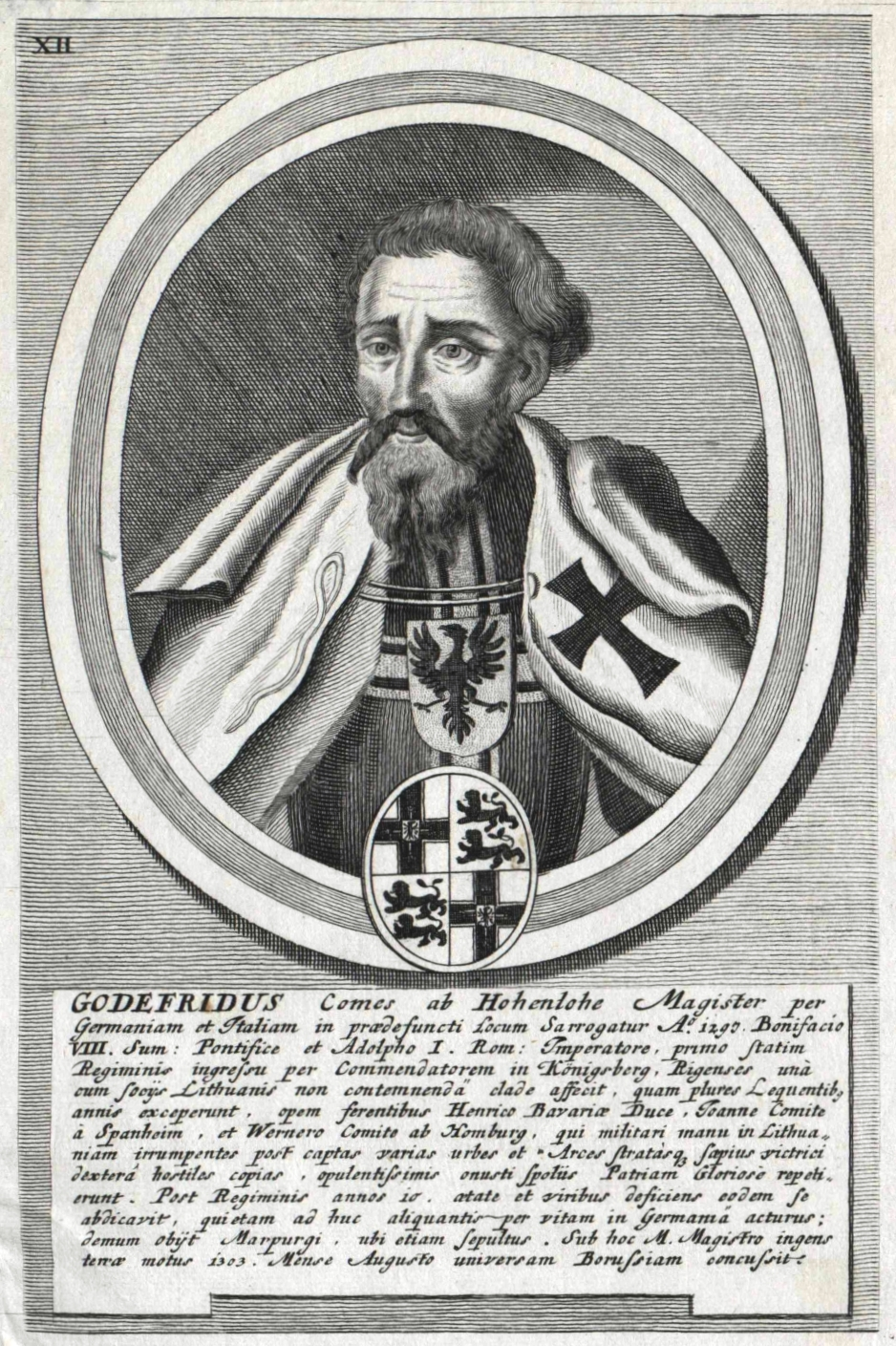
戈特弗里德·馮·霍恩洛厄

戈特弗里德·馮·霍恩洛厄（德語：Gottfried von Hohenlohe，1265–1310年10月19日）是條頓騎士團第14任大團長，任職於1297年至1303年。
霍恩洛厄出生於克拉夫特·馮·霍恩洛厄和維勒伯格·馮·韋特海姆，來自烏芬海姆附近的伯格霍拉赫富有的霍恩洛厄家族。他也是前任大團長海因里希·馮·霍恩洛厄的親戚。
霍恩洛厄於1279年加入條頓騎士團，並於1290年成為法蘭克尼亞的一名指揮官（Komtur）。1294年，他晉升為Deutschmeister，成為騎士團在德國本土分支的負責人。作為大團長康拉德·馮·費希特旺根的親密夥伴，他於1297年在威尼斯會議上選為他的繼任者。
對於條頓騎士團進一步介入普魯士和利沃尼亞，霍恩洛厄被認為是被動的，並且沒有聽取這些省份的請求。1303年10月18日，霍恩洛厄在梅梅爾集結的命令的首領要求霍恩洛赫辭職，他在埃爾賓簽署了這份協議。
霍恩洛赫離開普魯士並定居在德國，在那裡他在弗蘭肯獲得了一個轄區。他試圖重新確立自己作為大團長的地位，但這一主張遭到了他的騎士兄弟們的拒絕，他們選擇了齊格弗里德·馮·費希特旺根。霍恩洛厄一直居住在烏爾姆，直到1307年移居梅爾根特海姆，並在那裡去世。他被安葬在馬爾堡。